# Goshogawara
Goshogawara (jap. 五所川原市, -shi) ist eine Stadt in der Präfektur Aomori auf Honshū, der Hauptinsel von Japan.

## Geographie
Goshogawara liegt westlich von Aomori und nördlich von Hirosaki.

## Geschichte
Die Ernennung zur Shi erfolgte am 1. Oktober 1954 mit dem Zusammenschluss der Chō Goshogawara (五所川原町, -chō) mit 6 Mura (Sakae 栄村, Nakagawa 中川村,  Miyoshi 三好村, Nagahashi 長橋村, Matsushima 松島村, Iizume 飯詰村) im Kitatsugaru-gun.

## Verkehr
- Zug:
  - JR Gonō-Linie
- Straße:
  - Nationalstraße 101, 339

## Söhne und Töchter der Stadt
- Katsura Bunraku VIII. (1892–1971), Rakugo-Sprecher
- Dazai Osamu (1909–1948), Schriftsteller
- Tsushima Bunji, Politiker
- Ikuzō Yoshi, Enka-Sänger

## Angrenzende Städte und Gemeinden

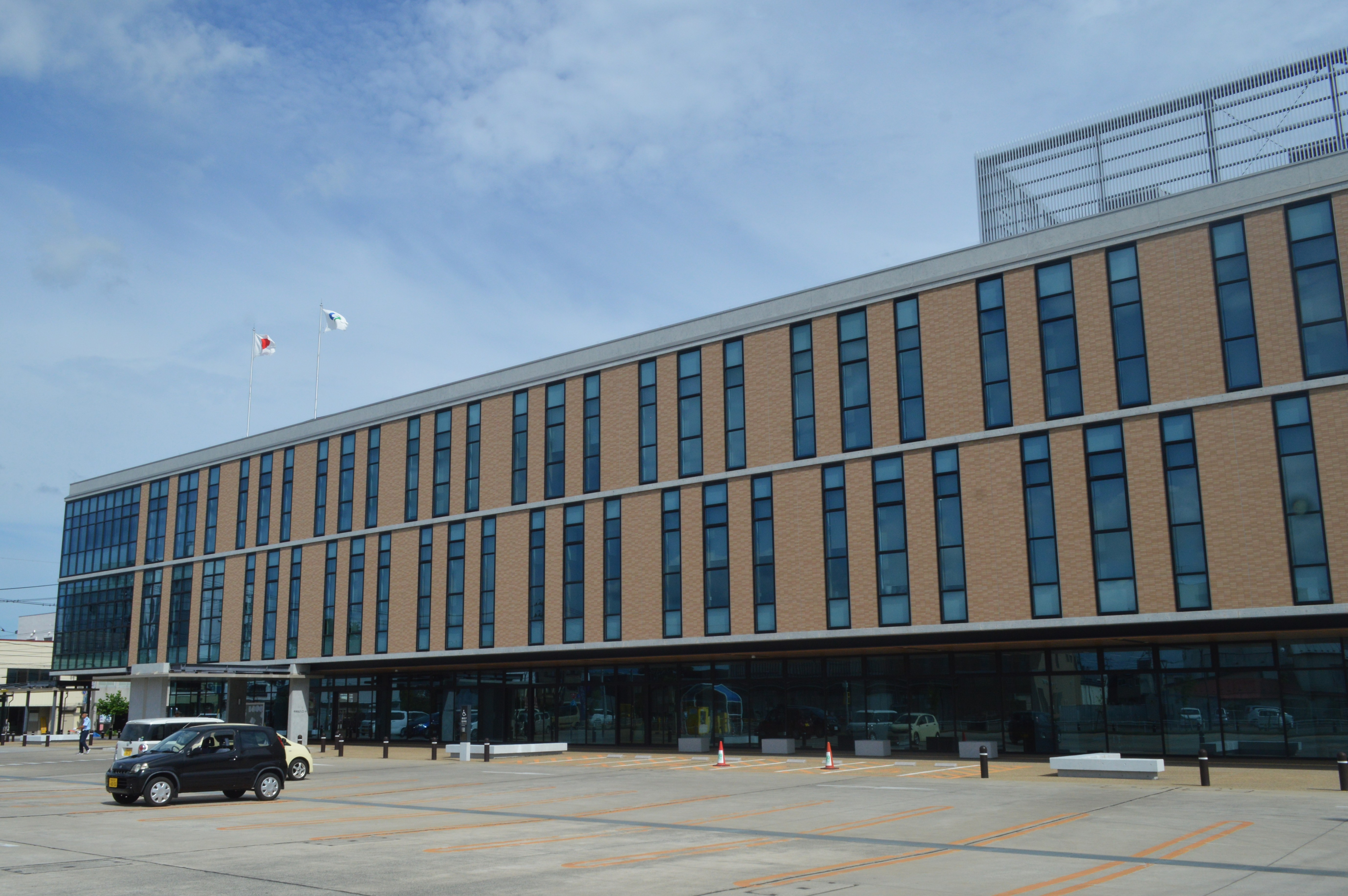
Rathaus

- Aomori
- Tsugaru